# Лемон-Гілл (Каліфорнія)
Лемон-Гілл (англ. Lemon Hill) — переписна місцевість (CDP) в США, в окрузі Сакраменто штату Каліфорнія. Населення — 14 496 осіб (2020).

## Географія
Лемон-Гілл розташований за координатами 38°31′2″ пн. ш. 121°27′26″ зх. д. / 38.51722° пн. ш. 121.45722° зх. д. (38.517240, -121.457352).  За даними Бюро перепису населення США в 2010 році переписна місцевість мала площу 4,21 км², уся площа — суходіл.

## Демографія
Згідно з переписом 2010 року, у переписній місцевості мешкало 13 729 осіб у 4041 домогосподарстві у складі 2911 родини. Густота населення становила 3259 осіб/км².  Було 4588 помешкань (1089/км²).
Расовий склад населення:
| - 37,1 % — білих - 17,4 % — азіатів - 10,9 % — чорних або афроамериканців - 1,8 % — корінних американців - 1,4 % — вихідців з тихоокеанських островів - 25,4 % — осіб інших рас |

До двох чи більше рас належало 6,0 %. Частка іспаномовних становила 49,5 % від усіх жителів.
За віковим діапазоном населення розподілялося таким чином: 32,8 % — особи молодші 18 років, 59,4 % — особи у віці 18—64 років, 7,8 % — особи у віці 65 років та старші. Медіана віку мешканця становила 28,5 року. На 100 осіб жіночої статі у переписній місцевості припадало 101,9 чоловіків;  на 100 жінок у віці від 18 років та старших — 102,0 чоловіків також старших 18 років.
Середній дохід на одне домашнє господарство  становив 38 408 доларів США (медіана — 28 465), а середній дохід на одну сім'ю — 38 919 доларів (медіана — 29 543). Медіана доходів становила 24 940 доларів для чоловіків та 30 595 доларів для жінок. За межею бідності перебувало 38,9 % осіб, у тому числі 47,9 % дітей у віці до 18 років та 17,6 % осіб у віці 65 років та старших.
Цивільне працевлаштоване населення становило 4370 осіб. Основні галузі зайнятості: освіта, охорона здоров'я та соціальна допомога — 17,0 %, мистецтво, розваги та відпочинок — 16,1 %, науковці, спеціалісти, менеджери — 13,9 %.